# Lepturges festivus
Lepturges festivus là một loài bọ cánh cứng trong họ Cerambycidae.